# Lira korbowa
Lira korbowa – strunowy instrument muzyczny z korpusem podobnym do gitarowego, wiolonczelowego lub lutniowego, wyposażony w kilka, zazwyczaj zamkniętych w drewnianej skrzynce (tzw. skrzynce tangentowej) strun. 
Struny pobudzane są do drgań przez pocierającą je krawędź koła, które muzyk (lirnik) wprawia w ruch za pomocą korbki. Struny skracane są tangentami, za pomocą umieszczonych wzdłuż nich klawiszy. Znana była od wczesnego średniowiecza, wykorzystywana przez nowożytność do XXI wieku, w muzyce dawnej, ludowej, jazzie, industrialu, muzyce rockowej i różnych gatunkach muzyki współczesnej.

## Budowa

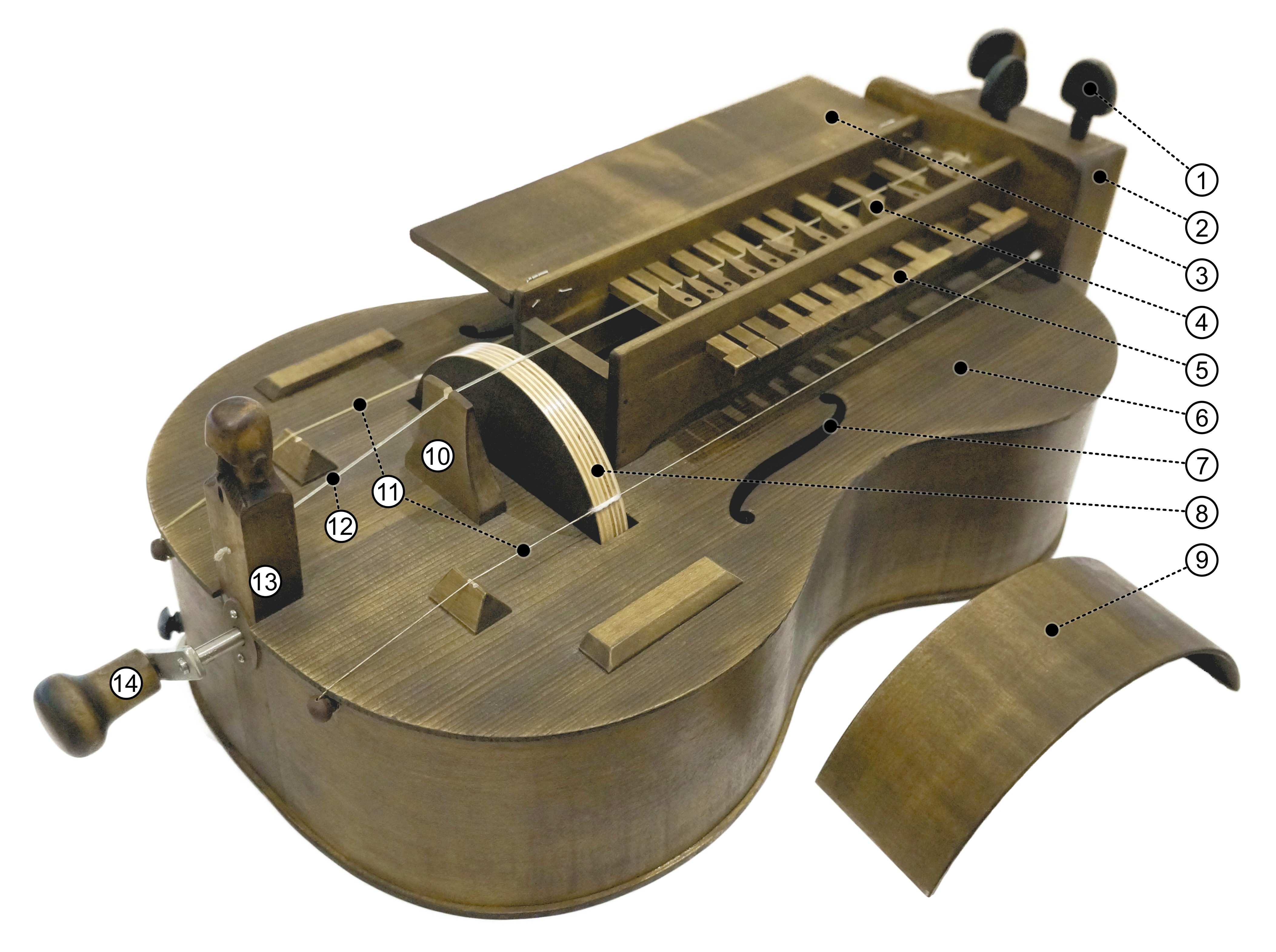
Elementy liry korbowej na przykładzie instrumentu ze zbiorów Muzeum Ludowych Instrumentów Muzycznych w Szydłowcu: 1 – kołek, 2 – komora kołkowa, 3 – pokrywa skrzynki tangentowej, 4 – tangent, 5 – klawisz, 6 – pudło rezonansowe, 7 – otwór rezonansowy, 8 – koło smyczkowe, 9 – pokrywa koła smyczkowego, 10 – podstawek, 11 – struny burdonowe, 12 – struna melodyczna, 13 – strunociąg, 14 – korba

Każda lira korbowa, niezależnie od regionu i daty zbudowania, składa się z korpusu (pudła rezonansowego), skrzynki tangentowej, przynajmniej jednej struny melodycznej oraz smyczka kołowego z korbą. Pozostałe części są opcjonalne i rozszerzają możliwości techniczne i brzmieniowe instrumentu.

### Korpus
Korpus może mieć kształt kanciasty, jak skrzynka, lub obły, podobny do violi, dużej mandoliny, ósemkowy jak gitara, wiolonczela lub lutnia. Jest zazwyczaj dłuższy wzdłuż strun, niż szerszy. Wysokość jest zazwyczaj mniejsza niż najmniejszy z pozostałych wymiarów. Długość korpusu wynosi około 50 cm i jest determinowana techniką gry, czyli musi umożliwiać trzymanie instrumentu przez jednego muzyka, który jedną ręką obsługuje korbkę, a drugą klawisze. Korpus czasami posiada otwory rezonansowe, których kształt i ilość również nie są ustandaryzowane – mogą być okrągłe, z rozetami, podłużne, „esowate” lub „efowate”, jak w skrzypcach czy wiolonczeli. Płytę spodnią i boki korpusu wykonuje się zazwyczaj z drewna jaworu, płytę wierzchnią z drewna drzew iglastych.

### Skrzynka tangentowa
Wyglądająca jak podłużne pudełko skrzynka tangentowa jest zamocowana do płyty wierzchniej korpusu. Może być otwarta, lub zamykana wiekiem. Może lekko lub bardzo wystawać poza górny obrys korpusu, kończyć się równo z nim lub przed. Wewnątrz zawiera tangenty i suwaki. Na zewnątrz – klawisze. Tangenty mogą dotykać strun od dołu lub z boku. Klawisze są obrotowe lub suwakowe. Ich liczba wynosi zazwyczaj od 7 (jedna oktawa diatoniczna), do 25, w układzie określanym „11+14” – dwuoktawowa, chromatyczna. Rzadko występują liry bez klawiszy-tangentów, w których struny skraca się palcami.

### Smyczek kołowy
Smyczek kołowy umieszczony jest przed skrzynką tangentową, prostopadle do powierzchni płyty wierzchniej, osią obrotu równolegle do kierunku strun. Współcześnie wykonywany jest zazwyczaj ze sklejki, która – w przeciwieństwie do drewna litego – nie ma skłonności do wypaczania. Średnica dobrana jest względem ilości pocieranych strun i gabarytów instrumentu; zazwyczaj 10–20 cm. Czasami, na krawędzi koła przytwierdzony jest cienki pas okleiny, żeby uzyskać możliwie gładką powierzchnię. Jeśli smyczek nie ma okleiny, jego krawędź jest dokładnie oszlifowana i wypolerowana. W obu przypadkach krawędź koła natarta jest kalafonią, żeby zwiększyć przyczepność do strun. Koło zamontowane jest na drewnianej lub metalowej osi, osadzonej w okolicy płyty wierzchniej i przechodzącej na wylot przez dół korpusu; tam zamontowana jest do niej korba z gałką.

### Struny
Każda lira korbowa ma przynajmniej jedną strunę. Ta struna nazywana jest melodyczną. Struny rozpięte są nad pudłem rezonansowym, zaczepione jednym końcem do strunociągu, drugim nawinięte na napinające je kołki. Niektóre liry mają kilkanaście strun; czasami ponad dwadzieścia. Struny podzielone są na cztery partie:
1. melodyczne – służą do grania melodii; pocierane przez smyczek; jedna lub więcej; poprowadzone wewnątrz skrzynki tangentowej; strojone w unisonie lub w interwałach harmonicznych; skracane tangentami; mogą być wyłączane (jeśli instrument posiada wyłącznik strun)[37];
2. burdonowe (basowe) – opcjonalne[22]; akompaniują melodii niskim, basowym, wyraźnym tonem; pocierane przez smyczek; jedna lub więcej; rozciągnięte po jednej lub obu stronach skrzynki tangentowej; jeśli instrument ma kapodaster to można zmieniać ich wysokość dźwięku[38][23];
3. trampetowe (trompetowe, potocznie „psy”, „pieski”[27]) – opcjonalne; akompaniują melodii jednym tonem; pocierane przez smyczek; rozciągnięte po jednej lub obu stronach skrzynki tangentowej; wyposażone w ruchomy, luźno zamocowany mostek (podstawek) zwany bucikiem lub młoteczkiem, które pozwala energiczniejszym zamachem korby wprowadzić je w dodatkowe drgania – bzyknięcia, szczeknięcia – wykorzystywane do urozmaicania melodii rytmem podobnym do perkusyjnego[39];
4. rezonansowe – opcjonalne; akompaniują melodii delikatnym tonem, tłem, ścianką dźwięku; niepocierane przez smyczek – rezonują drgania korpusu; rozciągnięte tuż nad płytą wierzchnią[36].

## Technika gry
Lirę korbową trzyma się na kolanach lub przewieszoną przez ramię na pasku. Kręcąc korbą wprowadza się w ruch koło smyczkowe. Koło działa jak ogromnej długości smyczek skrzypcowy – pociera struny bez pauz tak długo, jak kręci się korbką. W ten sposób każda struna, która dotyka koła, jest pobudzana do drgań i wydaje dźwięk. Wysokość dźwięku strun melodycznych określa się przyciskając klawisze, które obsługuje się trzymając rękę na wierzchu liry, dolną częścią przedramienia lub nadgarstkiem opartą o krawędź skrzynki tangentowej nad klawiaturą. Wysokość dźwięku pozostałych strun można zmieniać tylko wtedy, jeśli instrument wyposażony jest w kapodaster.
Naturalną dla liry korbowej artykulacją jest legato. Możliwe do uzyskania są również staccato, pizzicato, détaché, tremolo, flażolety, glissando i różne ozdobniki.
Oprócz tradycyjnej techniki można grać tappingiem – uderzać struny klawiszami bez kręcenia kołem, nie używając klawiszy skracać struny (np. trompetowe) palcem – jak w instrumentach smyczkowych, można grać flażoletami, dotykając delikatnie opuszką palca strun melodycznych i jednocześnie kręcąc kołem.

## Historia

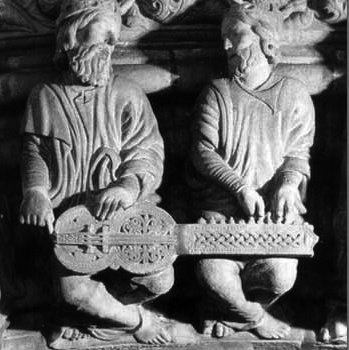
Dwóch muzyków grających na organistrum – rzeźba (1168–1188) w Portalu Chwały katedry w Santiago de Compostela

Lira korbowa powstała we wczesnym średniowieczu w Hiszpanii lub we Francji. Pierwotna forma nosiła nazwę organistrum i składała się z przypominającego ówczesną fidel korpusu oraz tej samej długości mechanizmu, zamocowanego na przedłużeniu korpusu. Całkowita długość instrumentu zamykała się w granicach od 150 do 180 cm. Obsługiwana była przez dwóch muzyków trzymających instrument poziomo, na udach – jeden kręcił korbą, drugi operował klawiaturą. Miała jedną, dwie lub trzy struny melodyczne strojone prawdopodobnie w unisonie. Mechanizm tangentowy pozwalał skracać struny tak, że uzyskiwano, podobną do monochordowej, ośmiodźwiękową skalę C, D, E, F, G, A, B♭, B♯. Jej wizerunek przedstawiony jest na rzeźbie z XII wieku w Portalu Chwały katedry w Santiago de Compostela. Najstarszym źródłem ikonograficznym jest ilustracja z podpisem w antologii Hortus deliciarum z XII wieku. Najstarszym źródłem pisanym jest traktat Quomodo organistrum construatur z XIII wieku pochodzący z klasztoru benedyktyńskiego w Cluny. Nie jest wykluczone, że występowała w Polsce średniowiecznej, ale nie ma na to wyraźnego potwierdzenia. Pierwsza pisana wzmianka o lirze korbowej na ziemiach Polski pochodzi z XVII wieku.
Początkowo była używana w muzyce zakonnej, a wkrótce stała się jednym z popularniejszych instrumentów. Wraz z ekspansją kultury chrześcijańskiej przedostawała się do szkół przyklasztornych, uniwersytetów i muzyki świeckiej. W kościołach zastąpiona została organami, ale pozostała cenioną w muzyce kościelnej. Do XIII wieku uległa zmianom konstrukcyjnym – zmniejszyła gabaryty, co umożliwiło obsługę przez jednego muzyka. Klawisze obrotowe zastąpione zostały suwakowymi – tangenty skracały strunę dotykając ją z boku. W XIII wieku określano ją greckim terminem symphonia (w literaturze francuskiej chifonie; w hiszpańskiej cinfonía.

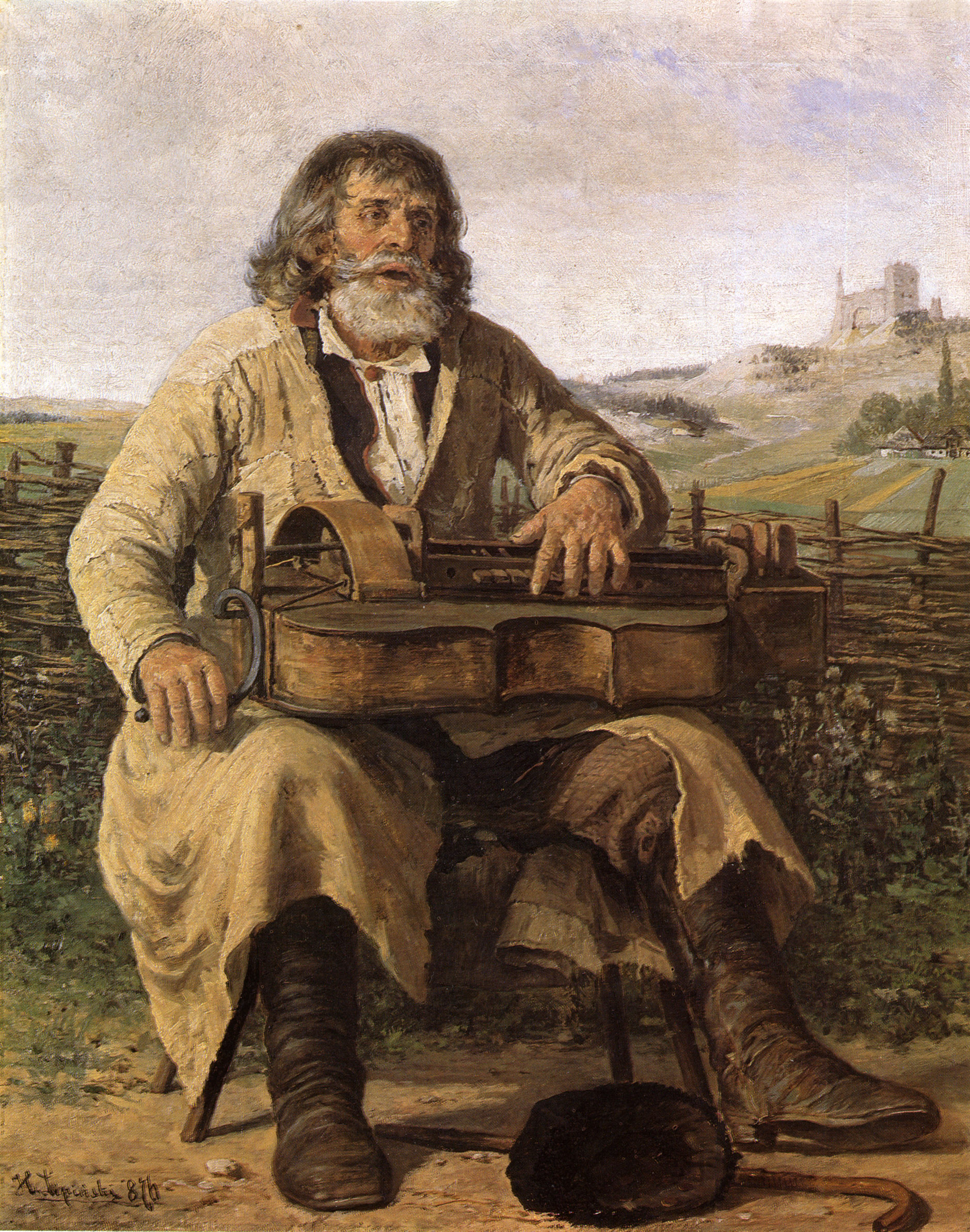
Lirnik (1876) – obraz Hipolita Lipińskiego

Muzyka grającego na lirze korbowej nazywano lirnikiem. W XIII wieku powszechne już były wśród Połabian nazwiska pochodzące od nazwy instrumentu: Lirack (w języku niemieckim) oraz Lirak (w serbołużyckim). Na terenie historycznych Czech znana była od XIV wieku. W kulturze ludowej różnych krajów europejskich instrument nazywany był lirą. Wśród wyższych sfer dodawano określenia pozwalające odróżnić go od liry antycznej: „korbowa”, „kołowa”, „kręcona”, „wiejska” i „żebracza”, we Włoszech lira tedesca (pol. lira niemiecka).
W późnym średniowieczu i wczesnym renesansie cały czas zyskiwała na popularności. Od XV wieku była ściśle związana z postacią wędrownego żebraka dziada. Rozwijające się w XVI wieku instrumentarium o wyższych walorach brzmieniowych wyparło ją jednak u schyłku XVI wieku do roli instrumentu wyłącznie ludowego. W Niemczech nazywano ją wówczas leier (pol. lira), a we Francji vielle à roue (pol. lira kołowa). W XVI wieku pojawiła się po raz pierwszy w przekazach pisanych na Węgrzech; na obecnym terytorium Austrii, tylko w ikonografii.

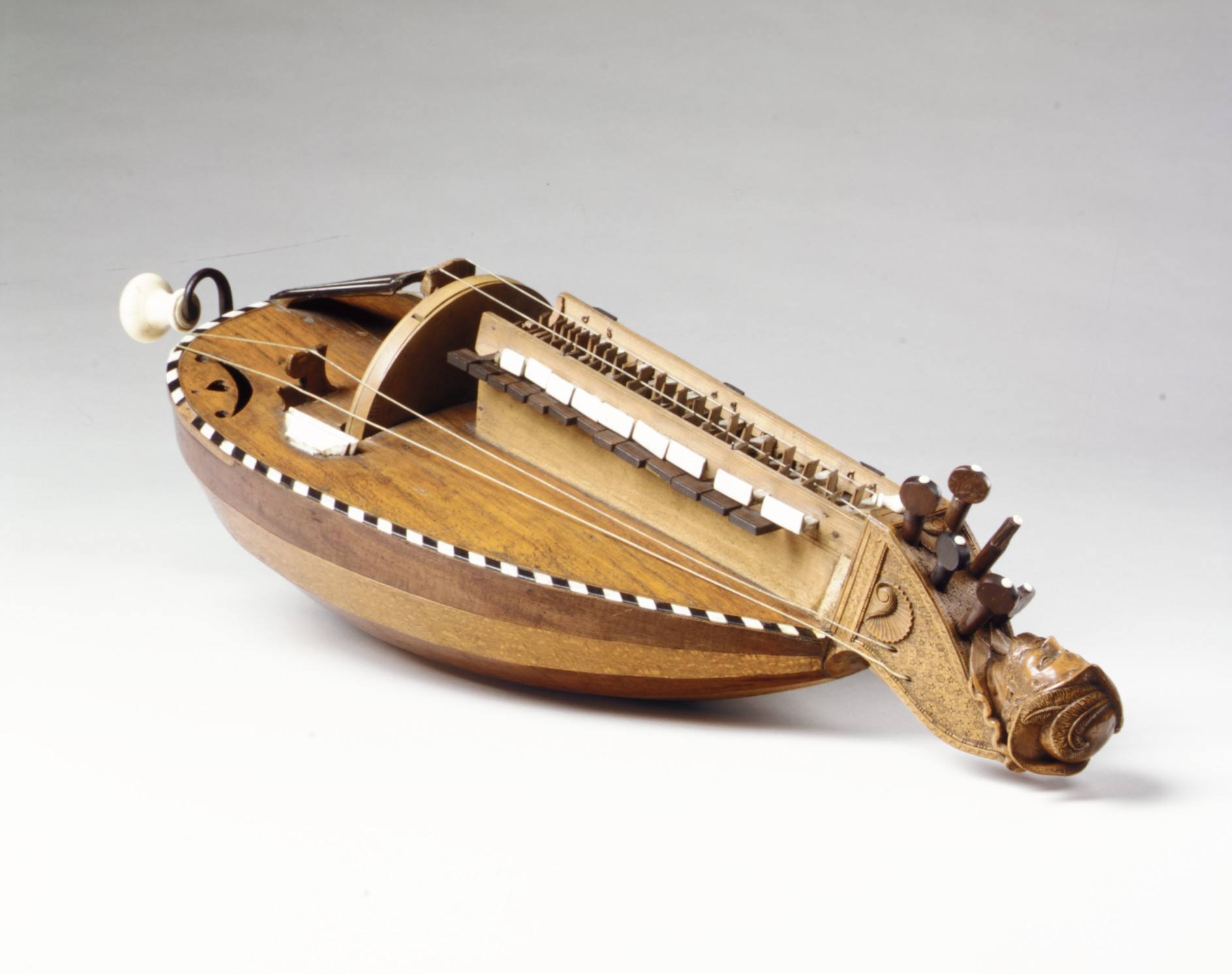
Lira korbowa z drugiej połowy XVIII wieku w zbiorach Metropolitan Museum of Art

Teoretyk muzyki Marin Mersenne opisał i zilustrował konstrukcję francuskiej liry korbowej w traktacie Harmonie universelle z 1636. Ówczesną formą przypominała już instrumenty budowane w wiekach kolejnych. Wkrótce do zestawu unisonowych strun melodycznych dołączono struny burdonowe (basowe). Umiejscowione były poza komorą tangentową, wzdłuż niej; podobnie jak melodyczne, pocierane były kołem. Czasem dodawano także struny rezonansowe – niepocierane kołem, rozciągnięte blisko płyty wierzchniej, obok strun burdonowych. Pierwsze wzmianki w piśmiennictwie rosyjskim pojawiły się na przełomie XVI i XVII wieku; powszechna była wtedy w folklorze. W XVII wieku, za panowania Ludwika XIV, pojawiała się na francuskich dworach, wśród arystokracji, częściej niż odnoszące tam podobne sukcesy musette; chętnie wykorzystywana była w środowiskach uprawiających muzykę profesjonalną. Z XVII wieku pochodzi pierwsza polska wzmianka o lirze korbowej. W 1611 pamiętnikarz Samuel Maskiewicz uczestniczył w weselu organizowanym w Moskwie przez bojarów, po czym przedstawił jej ogólną charakterystykę w swoim Diariuszu. Z około 1660 pochodzi wzmianka o lirniku wiejskim Zygmuncie Parzyckim, który przebywał w tym czasie na dworze książęcym Lwa Sapiehy. Z drugiej lub trzeciej dekady XVII wieku pochodzi wzmianka w Opisanie Muzyki Imci Panu Stefanowi Przypkowskiemu, autorstwa prawdopodobnie Zbigniewa Morsztyna, a czeski pedagog Komeniusz zilustrował ją w swoim Orbis sensualium pictus z 1658.

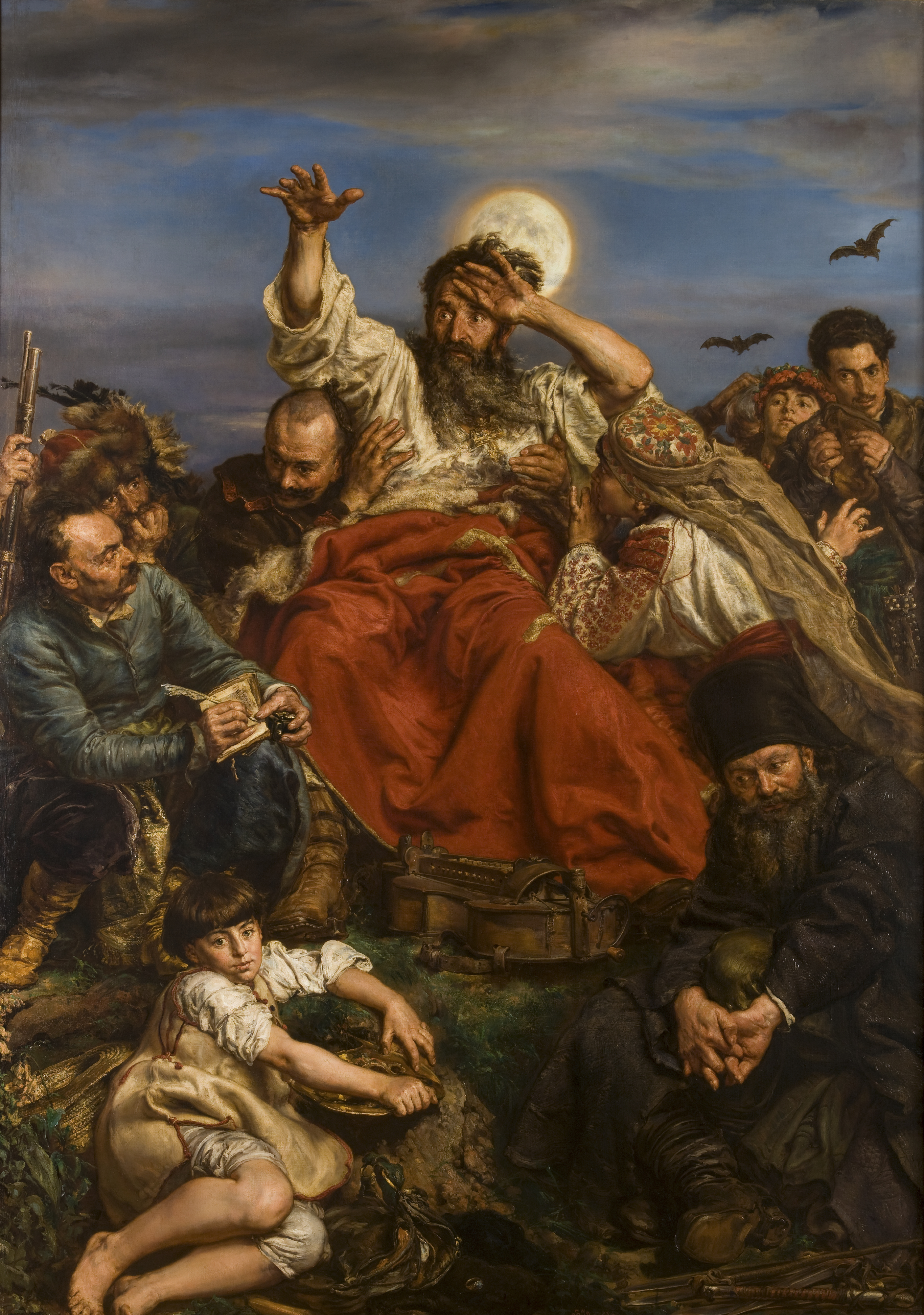
Jan Matejko, Wernyhora (1884)

W XVIII wieku na krótko wróciła do popularności. Grali na niej wirtuozi i amatorzy, dworzanie, mieszczanie i chłopi, mężczyźni i kobiety. Była ulubionym instrumentem królowej Marii oraz jej córek: Adelajdy i Henrietty. Poszerzyła również zasięg geograficzny – pojawiała się często w literaturze czechosłowackiej, węgierskiej, rumuńskiej, litewskiej i polskiej; w rosyjskiej, białoruskiej i ukraińskiej dopiero w XIX wieku. W XVIII wieku podręczniki gry oraz rozprawy pisali m.in. Jean-Baptiste Dupuits (1741), Antoine Terrasson (1768), Michel Corrette (ok. 1780). Od tego czasu pojawiała się często w ikonografii oraz w ludowych pastorałkach, kolędach, w poezji i literaturze pięknej, nieodłącznie wiążąc się z postacią lirnika – dziada-żebraka. Postępujący w tym czasie rozwój technik warsztatowych i obróbki drewna pozwoliły znacznie usprawnić konstrukcję instrumentu, podnosząc go do rangi profesjonalnego. Na lirę korbową komponowali Vivaldi, L. Mozart, klasycy wiedeńscy Haydn i W. A. Mozart, oraz Družecký i Vranický.
Współcześnie lira korbowa wykorzystywana jest w różnych regionach świata w wykonawstwie muzyki dawnej i w muzyce ludowej. W niektórych krajach (Francja, Niemcy, Szwecja) przeżywa renesans dzięki organizacjom zajmującym się rozpowszechnianiem budownictwa instrumentów oraz muzyki dawnej i ludowej. Podręczniki gry i rozprawy wydawane są od początku XX stulecia; ważniejszymi opracowaniami są: Notice sur la vielle (1911, Eugène de Bricqueville), Hurdy-gurdy method (1979, Doreen Muskett), Die Drehleier – Handhabung und Spieltechnik (1981), Schule für Drehleier (1988, Barbara Behringer), Die Drehleier, Feinabstimmung und wartung (1993, Philippe Destrem i Volker Heidemann), Drehleier spielen. Grundlagen und Hintergründe (1997, Riccardo Delfino i Matthias Loibner), Die Drehleier. Grundlagen für Spiel und Wartung (2001, Kurt Reichmann), The Hurdy-Gurdy Handbook (2006, Balázs Nagy), The Hurdy-Gurdy method (2016, Doreen i Michael Muskett).

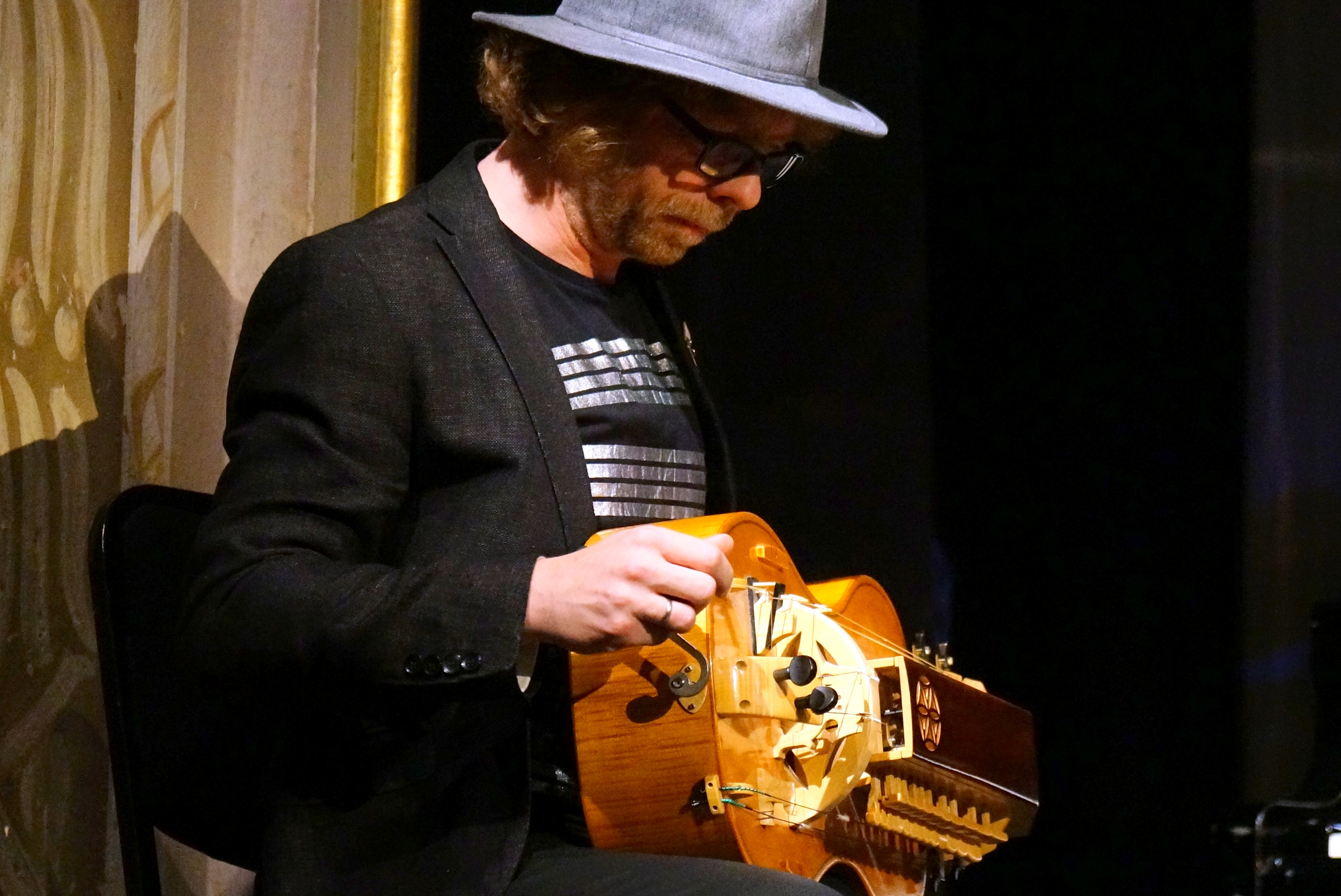
Joachim Mencel grający na lirze korbowej

W Polsce od wczesnych lat powojennych, popularyzatorem budownictwa i muzyki jest Stanisław Wyżykowski z Haczowa w województwie podkarpackim, członek kapeli ludowej Kapela Stachy z Krosna nad Wisłokiem. Jego uczniami i współczesnymi lutnikami zajmującymi się wytwarzaniem instrumentów ludowych, m.in. lir korbowych, są: Lucjan Kościółek (ur. 1976) z Krasnego oraz Stanisław Nogaj (ur. 1978) ze Starej Wsi. Tradycję podtrzymują też Stanisław Mytczak (ur. 1913) ze Święcan, Andrzej Staśkiewicz (ur. 1954) z Kadzidła, Tomasz Bolik, Tomasz Czypul, Ryszard Dominik Dembiński, Andrzej Król i Leszek Pelc. Istotną rolę w propagowaniu i wspieraniu nauki budowy liry korbowej i innych instrumentów pełni „Szkoła mistrzów budowy instrumentów ludowych” – program organizowany przez NIMiT od 2012. Gry na lirze korbowej można się nauczyć na Podyplomowych Studiach Muzyki Tradycyjnej w Akademii Muzycznej im. Karola Szymanowskiego w Katowicach. Wydawane są również podręczniki, tradycyjne oraz internetowe, np. Wideoporadnik lirnika Malwiny Paszek.
W XXI wieku w muzyce rozrywkowej lirę korbową wykorzystują między innymi zespoły i muzycy wykonujący folk, jazz, folk metal i folk rock: polscy Ars Nova, Malwina Paszek, Joachim Mencel, Żywiołak, Sebastian Wielądek, Jacek Hałas, Janusz Prusinowski, niemieccy Subway to Sally, Francuz Gilles Chabenat, Austriak Matthias Loibner oraz szwajcarski Eluveitie z Polką, Michaliną Malisz. Lirą korbową inspirują się również kompozytorzy muzyki współczesnej, np. Zygmunt Krauze i Edward Sielicki.

## Klasyfikacja
Włodzimierz Kamiński zaliczył lirę korbową do chordofonów szyjkowych. Według innych źródeł jest ona chordofonem smyczkowym. Prowadzona przez NIMiT biblioteka „Polskie ludowe instrumenty muzyczne” kataloguje ją pod identyfikatorem 321.322-72, czyli według klasyfikacji Hornbostela-Sachsa: skrzynkowa lutnia szyjkowa lub gitara szyjkowa pobudzana smyczkiem kołowym. Mieczysław Drobner określa ją pierwotnym instrumentem smyczkowym, pokrewnym z lirą, i klasyfikuje jako instrument smyczkowy.

### Książki i czasopisma
- Krzysztof Baculewski et al.: Encyklopedia muzyki. Andrzej Chodkowski (red.). Warszawa: Wydawnictwo Naukowe PWN, 2006. ISBN 83-01-13410-0.
- Anna Bednarska. Z przeszłości liry korbowej w Polsce. „Polskie instrumenty ludowe. Studia folklorystyczne”. 439, s. 29–57, 1981. Katowice: Uniwersytet Śląski. ISSN 0208-6336.
- Mieczysław Drobner: Instrumentoznawstwo i akustyka. Kraków: Polskie Wydawnictwo Muzyczne, 1997. ISBN 83-224-0469-7.
- Włodzimierz Kamiński: Instrumenty muzyczne na ziemiach polskich. Zarys problematyki rozwojowej. Kraków: Polskie Wydawnictwo Muzyczne, 1971. OCLC 830914178.
- Teresa Lewińska: Polskie ludowe instrumenty muzyczne. Warszawa: Państwowe Muzeum Etnograficzne, 2001. ISBN 83-88654-25-X. OCLC 189423572.
- Jan Ling: A history of European folk music. Rochester, NY: University of Rochester Press, 1997. ISBN 978-1-878822-77-2. OCLC 36417732.
- Stanisław Olędzki: Polskie instrumenty ludowe. Zbigniew Kamykowski (ilustr.). Kraków: PWM, 1978. OCLC 830328207.
- Karolina Anna Pawłowska, Wytwórstwo ludowych instrumentów muzycznych w Polsce. Tradycja a innowacje, Zbigniew Przerembski (red.), [w:] BIP, Uniwersytet Wrocławski, 2022 [dostęp 2024-01-03] [zarchiwizowane z adresu 2024-01-03] (pol.). typ?
- Zbigniew Jerzy Przerembski: Lira jako instrument muzyczny. W: Lira korbowa – instrument romantycznego mitu. Aneta I. Oborny (red.). Szydłowiec: Muzeum Ludowych Instrumentów Muzycznych w Szydłowcu, 2023, s. 17–24. ISBN 978-83-959239-3-7.
- Tomasz Rokosz. The Emissaries of the Wandering Beggars’ Tradition – on the Issues of Hurdy-Gurdy – Past and Present. „Edukacja Muzyczna”. 15, s. 17–63, 2020. Częstochowa: Wydawnictwo im. Stanisława Podobińskiego Akademii im. Jana Długosza w Częstochowie. ISSN 2545-3068. (ang.).
- Kurt Sachs: Historia instrumentów muzycznych. Stanisław Olędzki (tłum.). Warszawa: Oficyna Wydawnicza Volumen, 2005. ISBN 83-7233-036-0.
- Katarzyna Zedel: Ogólnopolski Konkurs na Budowę Ludowych Instrumentów Muzycznych, 31 lat – od tradycji do innowacji. W: Instrumentarium tradycyjne: wystawa ze zbiorów Muzeum Ludowych Instrumentów Muzycznych w Szydłowcu. Dorota Szechińska (red.). Wrocław: Muzeum Narodowe we Wrocławiu, 2019, s. 21–39. ISBN 978-83-65563-75-0.

### Źródła internetowe
Encyklopedie i biblioteki
- Beniamin Vogel, Rewizja klasyfikacji instrumentów muzycznych Hornbostela-Sachsa przez Konsorcjum MIMO, [w:] NIMiT [online], MKiDN, 31 marca 2015 [dostęp 2024-01-03] [zarchiwizowane z adresu 2023-06-05] (pol.).
- Liry korbowe, [w:] Polskie ludowe instrumenty muzyczne [online], NIMiT [dostęp 2023-12-31] [zarchiwizowane z adresu 2023-04-06] (pol.).
- Małgorzata Bajka, Budowa liry korbowej, [w:] NIMiT [online], MKiDN, 10 lutego 2014 [dostęp 2024-01-05] [zarchiwizowane z adresu 2023-03-24].
- Magdalena Filim-Kościółek, Budowa liry korbowej „Wiosna”, [w:] NIMiT [online], MKiDN, 19 marca 2018 [dostęp 2024-01-05] [zarchiwizowane z adresu 2023-09-21].
- Przemysław Kwiatkowski, Szkoła mistrzów budowy instrumentów ludowych 2020. Efekty projektów, [w:] NIMiT [online], MKiDN, 9 marca 2021 [dostęp 2024-01-05] [zarchiwizowane z adresu 2023-06-04].
- hurdy-gurdy, [w:] Encyclopædia Britannica, 11 marca 2023 [dostęp 2023-12-30] [zarchiwizowane z adresu 2023-12-30] (ang.).
- organistrum, [w:] Encyclopædia Britannica [dostęp 2023-12-30] [zarchiwizowane z adresu 2023-04-06] (ang.).
- КОЛЁСНАЯ ЛИРА, [w:] Wielka Encyklopedia Rosyjska [online], Ministerstwo Kultury Federacji Rosyjskiej [dostęp 2024-01-05] [zarchiwizowane z adresu 2023-09-09] (ros.).
- tekerő, forgólant, kolduslant, nyenyere, tekerőlant, [w:] Węgierski leksykon etnograficzny [online], Państwowa Biblioteka Széchényiego [dostęp 2024-01-05] [zarchiwizowane z adresu 2023-02-06] (węg.).
- Ліра, [w:] М.Й. Хай, Encykłopedija suczasnoji Ukrajiny, t. 17, Instytut Badań Encyklopedycznych Narodowej Akademii Nauk Ukrainy, 1 lutego 2016, ISBN 978-966-02-2074-4 [dostęp 2024-01-05] [zarchiwizowane z adresu 2022-04-14] (ukr.).
- viola de roda, [w:] Gran Enciclopèdia Catalana [online], Grup Enciclopèdia [dostęp 2024-01-05] [zarchiwizowane z adresu 2023-12-25] (kat.).
- Drehleier, [w:] Österreichisches Musiklexikon Online, Austrian Centre for Digital Humanities and Cultural Heritage, 2002, ISBN 978-3-7001-3043-7 [dostęp 2024-01-05] [zarchiwizowane z adresu 2023-02-19] (niem.). typ?

Pozostałe
- „Instrumenty z duszą”, odc. 8 – Lira korbowa, [w:] YouTube [online], NIMiT, 23 października 2017 [dostęp 2024-01-05] [zarchiwizowane z adresu].
- Grzegorz Pindor, Michalina Malisz – w Lyrre unikamy gatunków. Gramy metal z lirą korbową, [w:] LiveRock.pl [online], 22 lipca 2023 [dostęp 2024-01-05] (pol.).
- SUBWAY TO SALLY Sets Sail with Second Single “Leinen los”, [w:] Rock‘N’Load [online], 24 stycznia 2023 [dostęp 2024-01-05] (ang.).
- Żywiołak: Pagan Rock from Poland with a Modern Mindset, [w:] PopKult.org [online], 4 czerwca 2023 [dostęp 2024-01-05] (ang.).
- Mariusz Danielak, Wojtas, Michał - Lore, [w:] ArtRock.pl [online], 30 marca 2023 [dostęp 2024-01-05] (pol.).
- Malwina Paszek, lira korbowa i „biały głos” - Muzeum Ludowych Instrumentów Muzycznych w Szydłowcu, [w:] Muzeum Ludowych Instrumentów Muzycznych w Szydłowcu [online], 7 grudnia 2023 [dostęp 2024-01-05] (pol.).
- Beata Kubiszyn-Puka, Jacek Hałas. Uczę (się) starego języka wspólnoty, [w:] Portal organizacji pozarządowych NGO.PL [online], 14 kwietnia 2023 [dostęp 2024-01-05] (pol.).
- „Cztery domy słońca. Zima i Wiosna” - muzyka tradycyjna dla dzieci, [w:] „Niepodległa” [online], MKiDN, 6 grudnia 2023 [dostęp 2024-01-05] (pol.).
- Joachim Mencel, [w:] JazzPRESS [online], Fundacja Popularyzacji Muzyki Jazzowej EuroJAZZ, 20 listopada 2023 [dostęp 2024-01-05] (pol.).
- Urszula Śleszyńska, Muddy Gurdy, [w:] Kurier Poranny [online], Polska Press Sp. z o.o., 14 listopada 2023 [dostęp 2024-01-05] (pol.).
- Matthias Loibner (lira korbowa) wystąpi na XIII Festiwalu Folkowym Polskiego Radia Nowa Tradycja 2010 [online], Austriackie Forum Kultury w Warszawie, 23 kwietnia 2010 [dostęp 2024-01-05] (pol.).
- George Leverett, Anwyn Leverett, The Full Monty - Everything in one hurdy gurdy! [online], Altarwind Music [dostęp 2024-01-12] [zarchiwizowane z adresu 2023-05-29] (ang.).